# Aldwych (métro de Londres)

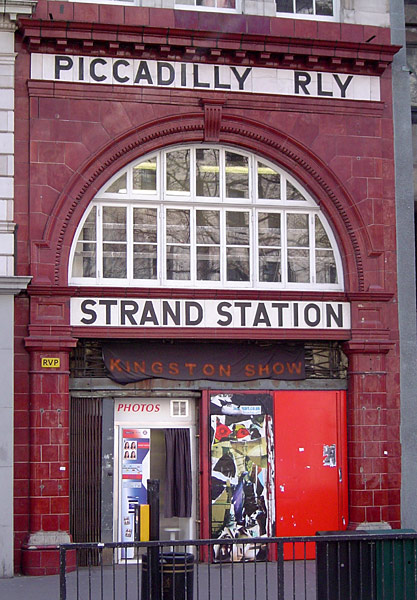
Ancienne entrée côté Strand de la station de métro d'Aldwych, Londres

La station Aldwych ([ˈɒ(l)dwitʃ]) est une ancienne station du métro de Londres, ouverte en 1907 sous le nom de Strand puis renommée Aldwych en 1915 et fermée en 1994 après le 30 septembre. Elle faisait partie de la Piccadilly line.

## Historique
L'ancienne station Aldwych est située dans la cité de Westminster, au centre de Londres. Le bâtiment de la station est proche du croisement de Strand avec Surrey Street. Elle a été ouverte en 1907 sous le nom de Strand Station, d'après celui de la rue sous laquelle elle se trouve. Elle remplace par ailleurs le site d'un ancien théâtre le Royal Strand. 
En 1915 la station Charing cross avait changée de nom reprenant le même que celle de la ligne Piccadilly (strand station) du coup, la gare au sud d'Holborn avait adoptée définitivement le nom d'Aldwych en référence à la rue en demi cercle, située juste en face du bâtiment. Évitant ainsi toute éventuelle confusion pour les passagers.
Aldwych était le terminus d'un petit prolongement partant de la station Holborn, vestige d'un projet de fusion de deux lignes ferroviaires. Initialement cette station fut envisagée comme un terminus sud d'une ligne la Great Northern & Strand Railway (GNR & SR). Cependant suite à de nombreuses études d'itinéraires stratégiques et de solutions financières trouvées, deux lignes : Brompton & Piccadilly circus railway ainsi que GNR & SR (citée plus haut) ce sont idéalement reliées au niveau de la station Holborn, ce qui donnera naissance à une ligne beaucoup plus grande la célèbre Piccadilly. Malheureusement une telle décision pourtant très logique et largement productive a complexifié l'avenir pour la station Strand (Aldwych) l'isolant dès le départ de la ligne principale. Elle fut construite plus tardivement devenant un très court embranchement secondaire à deux voies de circulation. Une seule voie permet aux trains (encore aujourd'hui) de rejoindre l'embranchement grâce à un simple aiguillage manuel situé au nord de la station Holborn. Le retard de construction était aussi dû au chantier qui créait deux nouvelles rues : Kingsway et Aldwych au début du vingtième siècle. L'architecture de la station est l'œuvre de Leslie Green (en) dont on reconnaît le style unique de la devanture dotée de carreaux rouge vernissés.   
Les entreprises avaient dans l'espoir plus tard de prolonger les tunnels davantage vers le sud de Londres avec aussi, l'idée d'un futur échangeur à diverses correspondances au niveau de la station Aldwych. Ce pourquoi cette voie ferrée fut construite provisoirement courte dans l'attente d'obtenir d'autres autorisations de construire tout en esperant trouver un financement plus important.  
Du côté de la station Holborn cette courte ligne secondaire possédée à l'origine deux plateformes dont la 5 (fermée en 1994) et la 6 qui cette dernière, très peu utilisée était juste un quai terminus obligeant les trains à faire marche arrière vers le sud en direction d'Aldwych/Strand. Le seul choix logique de service proposé était seulement une navette desservi par un train tubulaire aux nombres de wagons réduits (3 maximums aux milieux des années 1970). A partir de 1914 deux plateformes furent désaffectées la sixième à Holborn puis une à Aldwych côté est. Par la suite toute la seconde voie ferrée avait été démantelé car cela ne représentaient que très peu d'intérêts vu la faible fréquentation que suscitait le service de navette. De ce fait qu'une seule voie avait été modifiée pour être utilisée jusqu'en septembre 1994. Elle partait du quai cinq d'Holborn jusqu'à Aldwych vers sa plateforme ouest la plus proche des deux ascenseurs. En 1917 le service du dimanche avait été arrêté à cause du manque de rentabilitée.  
Du côté de la station Aldwych le diamètre des deux quais étaient réduits à seulement 250 pieds au lieu des 350 habituels. La station devait aussi posséder 6 ascenseurs car 3 puits avaient été creusé à la main. Finalement et en toute logique au vu de la faible fréquentation depuis son ouverture un seul puits fut utilisé pour y installer deux ascenseurs otis en forme de trapèze. Les sociétés avaient très vite compris qu'il fallait réduire les dépenses en ce qui concerne le matériel et les matériaux de construction dont le nombres de carrelages décorant les quais sont réduits de moitiés. 
En Août 1921 les recettes générées sont jugées trop faibles ce qui oblige la direction à réduire ses effectifs en fermant les guichets point de vente. Provisoirement un distributeur automatique était mis en place puis en 1922 le travail de vente des titres fut confié aux deux salariés chargés de faire fonctionner manuellement les ascenseurs pour la clientèle. Une raison plutôt en défaveur de cette petite navette souterraine est que les passagers savaient qu'ils perdaient souvent moins de temps en ce rendant à pieds d'une station à l'autre en empruntant les rues Aldwych et Kingsway (moins de 10 minutes). Si jamais ont venait à râter son train navette le temps d'attente était hélas plus long avant qu’un autre train ne revienne (environ un quart d'heure). 
Au cours de son existence, ce trop court embranchement a souvent fait l'objet d'un certain nombre de propositions d'extensions non réalisées qui auraient vu les tunnels traversant la station s'étendre vers le sud, essentiellement vers la gare Waterloo. Il y avait au tout début un projet visant à utiliser une partie de l'embranchement dans le but de désservir en direct la station Temple un peu plus au sud. Ce second service de navette serait donc partit de Holborn puis ce serait arrêté vers une nouvelle plateforme sous la rue Norfolk. L'idée était de proposer une correspondance vers deux lignes importantes : Piccadilly et District. Hélas certains propriétaires de bâtiment sur la rue Norfolk Street, Strand (en) (aujourd'hui Arundel street) s'y s'ont opposés ainsi que les pouvoirs parlementaires par la même occasion.
Au cours des années 1970 le projet originel Fleet line rebaptisé très vite Jubilee line avait envisagé de continuer les travaux du réseau souterrain au-delà de Charing Cross en direction de la city plus précisément Fenchurch Street. Ce qui aurait donné un nouvel avenir pour la station Aldwych qui aurait eu droit à une toute nouvelle infrastructure avec des escalators. Il était même prévu de conserver la courte ligne navette de la Piccadilly. Cependant pour divers problèmes financiers et de changement stratégique d'itinéraire la seconde phase du chantier avait été avorté. Même Charing Cross l'ancien terminus provisoire de la ligne Jubilee fut aussi abandonné en 1999 étant donné que la station Westminster fut choisi en remplacement idéal pour prendre la direction vers la gare de Waterloo,.
À cause de sa persistante faible fréquentation, la gare et sa courte branche ont failli être fermées à plusieurs reprises. À partir de 1962, le service n'était plus assuré qu'aux heures de pointe en semaine où les journées étaient découpées en deux parties (de 7h15 à 10h15 et de 15h30 à 18h30). Puis enfin définitivement interrompu le 30 septembre 1994, lorsqu'il c'est avéré que le coût de remplacement des ascenseurs ainsi que d'autres rénovations serait bien trop élevé par rapport aux bénéfices escomptés.

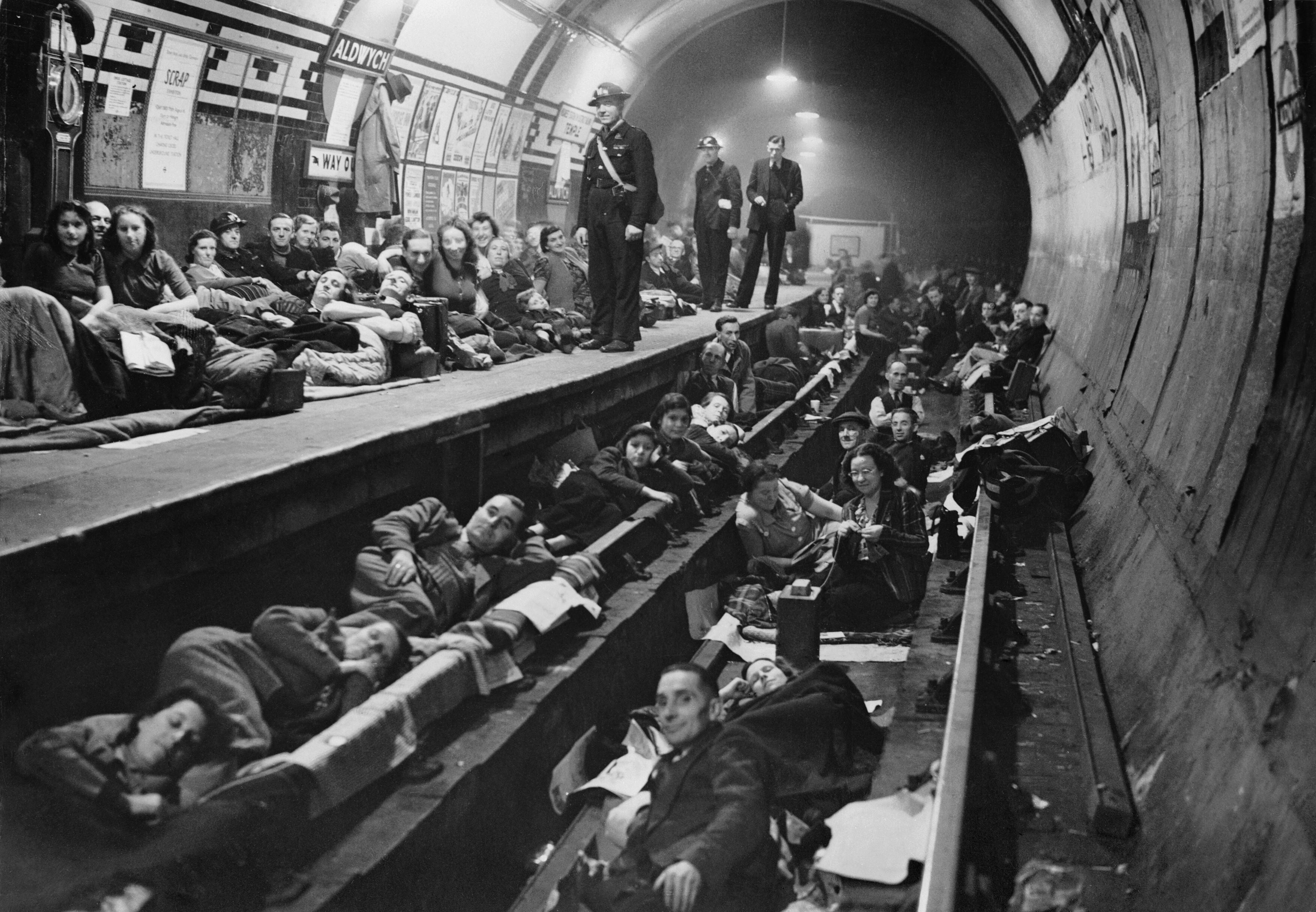
La station Aldwych a servi d'abri pendant les bombardements du Blitz, en 1940. Les personnes sont ici abritées au niveau du quai situé coté ouest (celui désaffecté en 1994).

Des parties désaffectées de la station et des tunnels en cours d'exécution ont servi d'abri anti-aérien pour protéger des bombardements les œuvres d'art des collections de la National Gallery pendant la Première Guerre mondiale et du British Museum pendant la Seconde. Des déplacements de sculptures sur marbre très lourd vers un tunnel désaffecté, constitue un véritable exploit de manutention et de procédure délicate. Le but était de surtout pas endommager ces uniques pièces irremplaçables. Pendant les évènements du Blitz les habitants du quartier furent accueillis sur la plateforme voisine côté ouest rendu exceptionnellement hors service pour pouvoir les loger. Même la voie ferrée fut modifiée pour garantir le plus de place possible.
En 2011 le bâtiment de l'ancienne station est classé Grade II listed building.
En 2021 le train de quatre wagons (1972 stock) qui servait principalement aux tournages de film a été retiré définitivement pour des raisons de récupération de pièce d’occasion. La ligne Bakerloo était dans l'obligation de réparer certaines de ces rames de transport du même modèle. Ce n'est qu'en 2023 que l'épave a été déplacée par convoi adapté. Depuis la station désaffectée n'a plus de train garé en permanence sur sa plateforme ouest.
Le London transport museum organise sur certaines périodes des visites du site rencontrants un certain succès auprès des visiteurs. Durant un peu plus d'une heures celles ci sont encadrées par une équipe de guide passionné révélant pleins d'informations intéressantes sur l'histoire de cette curieuse station isolée. Le programme s'appelle Hidden London tour. A noté aussi que c'est l'unique station aujourd'hui sur Londres qui conserve encore ses deux très anciens ascenseurs Otis datant de 1907 en forme de trapèze revêtus de bois.

## Dans la culture
La station, dont l'aménagement intérieur a été préservé, a longtemps été un lieu de tournage, apparaissant sous son propre nom ou celui d'autres stations du métro de Londres dans bon nombre de films. En reconnaissance de son importance historique, la station est un bâtiment classé Grade II.
- La Bataille d'Angleterre (1969)
- Le métro de la mort (1972)
- Superman 4 (1987)
- Jeux de guerre (1992)
- Creep (2004)
- V pour Vendetta (2006)
- 28 semaines plus tard (2007)
- Fast and furious 6 (2013)
- Les heures sombres (2017)
- L'ors du second niveau du chapitre Londres dans le jeu Tomb Raider III (1998) celui ci se déroule également dans cette station désaffectée. Pour des raisons d'adaptation l'architecture de la gare est amplement modifiée et agrandit donnant ainsi plus de liberté d'exploration. Notamment d'anciens escalators y sont présents alors qu'inexistants dans la réalité.
- Le clip Firestarter du groupe Prodigy a été tourné dans les tunnels désaffectés ainsi qu'une des deux cages d'assensseurs jamais utilisées.
- Le clip Saturday night du groupe Suede a été tourné à Holborn sur le quai 5. Une partie d'un tunnel abandonné est éclairé pour l'occasion dans une ambiance night club.
- Le clip Do it again des Kinks est aussi tourné au sein de la station d'Aldwych au milieu des années 1980. D'ailleurs le service de navette avait été interrompu pour l'occasion du tournage. La réalisation est de Julien Temple.
- Vers la fin du clip The red shoes (en) de Kate Bush une courte séquence a été tourné dans un ancien tunnel abandonné de l'embranchement.
- Une musique de God Damn (band) (en) : Tiny Wings publiée en février 2020 a été enregistré en partie sur les plateformes de la station.